# Hotarubi no mori e
Hotarubi no mori e (蛍火の杜へ, litt. « Dans la forêt de la lumière des lucioles ») est un shōjo manga de Yuki Midorikawa, prépublié dans le magazine LaLa DX (en) en juillet 2002 et publié avec trois autres histoires de l'auteur par l'éditeur Hakusensha en un volume relié sorti en juillet 2003.
En 2011, le manga est adapté sous le même titre en film d'animation de 44 minutes réalisé par Takahiro Ōmori et le studio Brain's Base. Celui-ci remporte notamment le Prix Mainichi du meilleur film d'animation.
Une suite au manga, intitulée Aizoban hotarubi no mori e (愛蔵版 蛍火の杜へ), est publiée par Hakusensha en un volume relié sorti en septembre 2011.

## Synopsis
Durant un été chez son oncle, Hotaru, jeune fille humaine alors âgée de six ans, fait la rencontre d'un esprit du nom de Gin dans la forêt. Très vite, la petite se lie au fil des étés avec Gin. Mais  si elle le touche, celui-ci disparaîtra pour toujours. Au fil des années, la jeune fille est de plus en plus tentée de le toucher...

## Personnages
Hotaru
Six ans au début de l'histoire, seize voire dix-sept ans à la fin. Jeune fille humaine ayant rencontré Gin dans la forêt durant un été alors qu'elle était perdue. Au fil des années, elle en tombera finalement amoureuse sans s'en rendre compte, ne pouvant toutefois pas le toucher, malgré la tentation.
Gin
Âge inconnu. Jeune homme ayant été recueilli par les esprits quand il était bébé, il est devenu l'un des leurs par la même occasion. S'étant d'abord lié d'amitié avec Hotaru, il a fini par en tomber amoureux et souhaiter qu'elle le touche.

## Liste des volumes
| no | Japonais         | Japonais          |
| no | Date de sortie   | ISBN              |
| --- | ---------------- | ----------------- |
| 1 | 10 juillet 2003  | 978-4-592-17890-3 |
| Titre du volume : Hotarubi no mori e (蛍火の杜へ)Liste des chapitres : - Première histoire : Hanauta nagaruru (花唄流るる) - Deuxième histoire : Hotarubi no mori e (蛍火の杜へ) - Troisième histoire : Kurukuru ochiba (くるくる落ち葉) - Quatrième histoire : Hibi fukaku (ひび、深く)                                          |                  |                   |
| 2 | 5 septembre 2011 | 978-4-592-19840-6 |
| Titre du volume : Aizoban hotarubi no mori e (愛蔵版 蛍火の杜へ)Liste des chapitres : - Première histoire : Hotarubi no mori e (蛍火の杜へ) - Deuxième histoire : Taion no kakera (体温のかけら) - Troisième histoire : Hoshi mo mienai (星も見えない) - Quatrième histoire : Hotarubi no mori e tokubetsuhen (蛍火の杜へ 特別編) |                  |                   |

## Film d'animation
Le long métrage est réalisé par Takahiro Ōmori.

### Récompenses
- 2011 : Scotland Loves Animation (en) : prix du jury
- 2011 : Prix Mainichi du meilleur film d'animation

### Édition japonaise
- Hakusensha

1. 1 2  (ja) « Tome 1 »
2. 1 2  (ja) « Tome 2 »